# Обрнути инжењеринг
Обрнути инжењеринг (енгл. reverse engineering) је поступак откривања технолошких принципа уређаја, предмета или система путем темељних анализа његове конструкције, функције и начина рада. Често подразумева разлагање нечега: на пример, механичког уређаја, електронске компоненте, софтверског програма, или биолошке, хемијске или органске материје, и анализирања приципа рада, у циљу поправке, текућег одржавања или стварања новог уређаја или програма, који врши исту функцију, али не и просто копирање без разумевања оригинала.
Корени обрнутог инжењеринга потичу из анализе опреме за комерцијалну или војну примену. Циљ је да се дође до закључака о конструктивним одлукама које су довеле до настанка готовог производа уз мало или нимало предзнања о поступцима који су употребљени у оригиналном процесу конструисања и производње. Исте технике се истражују ради примене у софтверским системима, не када су у питању индустријске или војне потребе, већ ради замене нетачне, некомплетне или на други начин недоступне документације. Осим тога, концепт обрнутог инжењеринга се користи за модификовање или измену готових динамичких .dll библиотека у оперативним системима.